# Augustin Balmossiere-Chartroux
 (novembre 2022).
Augustin Balmossiere-Chartroux est un homme politique français, né le 30 avril 1729 à Tarascon et mort 27 juin 1813 à Nice.

## Vie publique
Entré à la Société des défenseurs de la liberté et de l'égalité, dès le lendemain de sa création, bientôt dénommée Société populaire de Nice, il y occupa rapidement une situation de premier plan. Élu membre du comité de surveillance le 3 octobre 1792, il voit son mandat renouvelé le 3 décembre suivant. Dans l'intervalle, il est choisi entre autres comme secrétaire du club, le 30 novembre 1792, et en deviendra l'archiviste le 10 avril de l'année suivante. Élu président de la Société des défenseurs, le 27 février 1793, réélu le 5 mars suivant, il est acclamé comme président de la Société populaire le 1er nivôse an II (22 octobre 1794). Il avait, à plusieurs reprises, fait partie du Comité central. En mars 1793, étant au fauteuil de la présidence, il fut insulté par le fougueux abbé Foncet, mais ne fut pour rien dans son arrestation. 
Lors de l'organisation, par d'Anselme et Barras, de l'administration provisoire du comté de Nice, Augustin fut choisi comme l'un des membres et affecté au bureau de conciliation.
Élu notable par la 7e section de l'assemblée primaire aux élections des 17 et 18 décembre 1792, il fut choisi, par les électeurs du second degré, comme membre de la convention des « colons marseillais », prêta serment en renonçant aux privilèges de sa corporation le 2 janvier 1793 et contresigna en qualité de président de séance de cette assemblée les fameux décrets rendus par elle du 15 au 18 janvier 1794. Le 24 mars, il était commissaire de la section de Saint-Jean-Baptiste, pour les élections municipales et fut notable dans la première municipalité Pauliani, président d’âge de l’assemblée générale des élections le 28 avril 1793. 
Il y fut maintenu lors des diverses épurations successives pratiquées par les représentants du peuple. Plusieurs fois désigné, par les délibérations du tribunal, comme directeur du jury criminel, il fut nommé juge au tribunal criminel révolutionnaire du département. Le 3 mai suivant, il est élu au tribunal de district de Nice. Nommé en la même qualité, par Jean François Ricord et Robespierre, le 7 germinal an II et installé le 1er avril, il fut maintenu dans ses fonctions à la deuxième commission civile, par Ritter et Louis Marie Turreau, le 30 brumaire an III comme juge au tribunal du département.
L'arrêté de Beffroy, de floréal an III lui épargna les rigueurs de l'arrestation, ainsi que les ennuis du désarmement et de la surveillance à domicile. Il fut en dehors de toutes administrations publiques durant la réaction thermidorienne.
Il réapparut en l'an VI (1798) comme juge au tribunal criminel présidé par l'ex abbé Volier. En décembre 1798 et janvier 1799. Le prudent Augustin ne se rendit acquéreur d’aucun bien national, chose que fit son fils Jean Joseph Dalmas.

## Vie professionnelle
Le botaniste François-Emmanuel Fodéré le nomme comme ayant établi le premier herbier des Alpes-Maritimes. Cet herbier de plus de six-cents plantes, se trouve aujourd'hui au musée d'histoire naturelle de Nice. Il est composé de trois volumes qui sont dédiés à madame la marquise De Gontault, « par son très humble et très obéissant serviteur Balmossiére Chartroux » et ce, en 1789. 
L'impératrice Joséphine lui envoyait en 1804, alors qu'il était administrateur des jardins de Nice, des plantes exotiques provenant des serres de la Malmaison : eucalyptus, melaleuca, fabricia… Il est nommé le 19 fructidor an XI, administrateur des bâtiments et jardins ayant appartenu à l'ex-école centrale. Et à la même date il est nommé conservateur et administrateur des trois établissements composant la pépinière du jardin botanique de Nice.
Dans son laboratoire de pharmacie chimique et galénique, il forme un jeune apprenti qui se nomme Antoine Risso, d'octobre 1792 à 1799. puis il lui remet un certificat de stage le 14 11.1802.

## Franc-maçonnerie
Il fut membre fondateur de la première loge maçonnique niçoise « les Vrais amis réunis » en 1796 avec Pierre Dominique Garnier et Hacquard[réf. nécessaire].